# Diócesis de Lismore (Irlanda)
La diócesis de Lismore (en latín: Dioecesis Lismoriensis, en inglés: Diocese of Lismore y en irlandés: Deoise Lios Mór) fue una circunscripción eclesiástica de la Iglesia católica en Irlanda. Se trataba de una diócesis latina, sufragánea de la arquidiócesis de Cashel. Fue suprimida el 16 de junio de 1363 para formar la diócesis de Waterford y Lismore.

## Territorio y organización

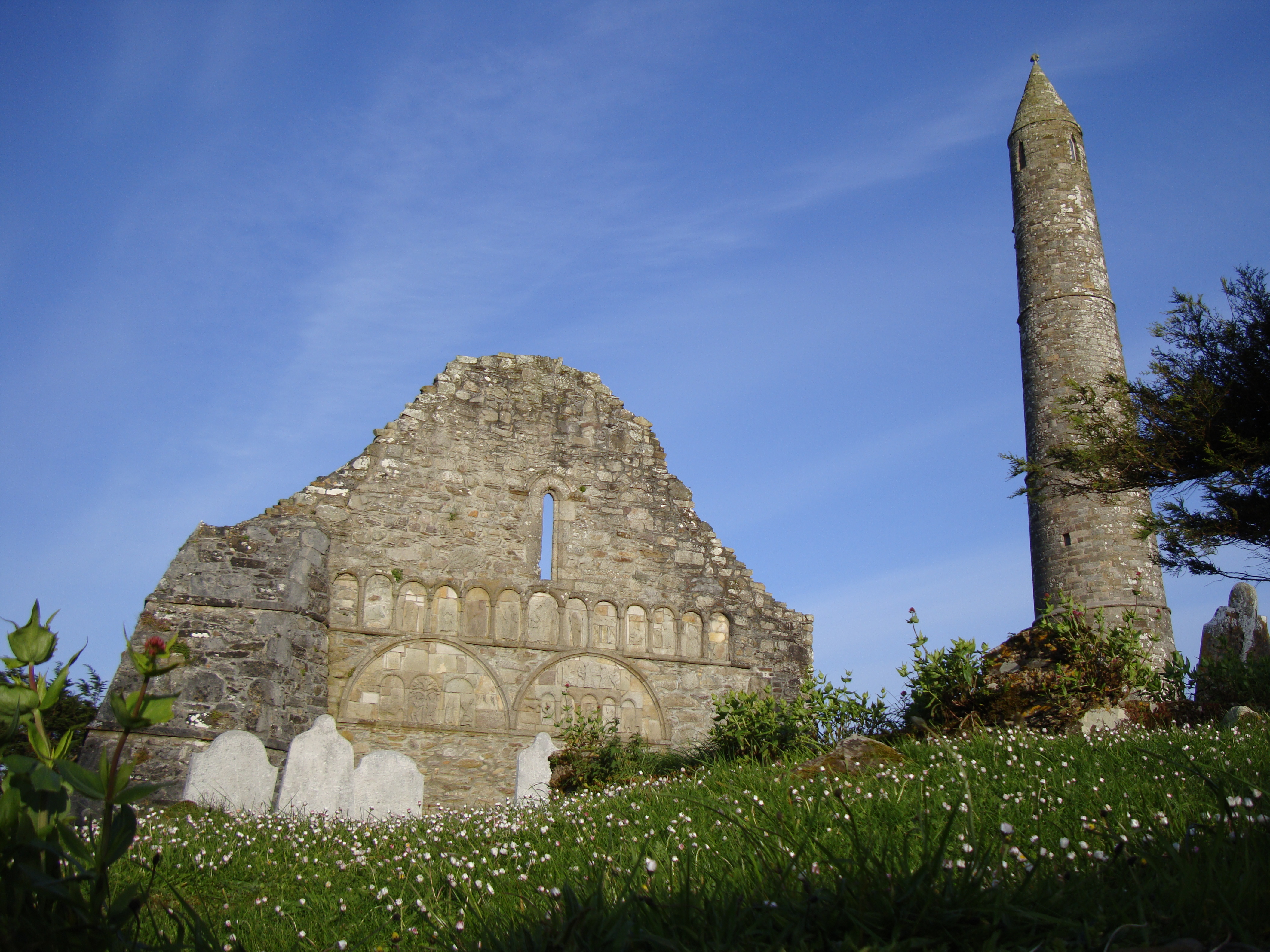
Ruinas de la excatedral de San Declano, en Ardmore

La diócesis extendía su jurisdicción sobre los fieles católicos de rito latino residentes en el área del condado de Waterford.
La sede de la diócesis se encontraba en la localidad de Lismore, en donde se halla la Catedral de San Cartago, que tras la Reforma anglicana pasó a la Iglesia de Irlanda, quedó en ruinas tras un incendio en el siglo XVII, y por otro en 1630. Fue reconstruida en 1633 y hoy es una de las catedrales de la diócesis anglicana de Cashel y Ossory.

## Historia
La evangelización de la región se realizó a partir del siglo V. San Cartago en el siglo VII fundó una gran escuela monástica en Lismore. La Iglesia irlandesa permaneció dividida en distritos eclesiásticos centrados en monasterios hasta el Sínodo de Ráth Breasail en 1111, cuando se estableció un distrito territorial dividido en diócesis, incluida la diócesis de Lismore.
En el Sínodo de Kells de 1152, la diócesis de Ardmore fue suprimida y su territorio se incorporó a la diócesis de Lismore. Sin embargo, en la lista que el cardenal Paparoni elaboró en preparación para el Sínodo de Kells, Ardmore fue nombrado como un monasterio que reclamaba el estatus de diócesis, que continuó de hecho existiendo. La última referencia a un obispo independiente de Ardmore data de 1210, cuando el papa Inocencio III la incluyó entre las 11 diócesis sufragáneas de Cashel, y posteriormente se incorporó efectivamente a la diócesis de Lismore.
Las sedes de Waterford y Lismore fueron unificadas por el papa Urbano V el 16 de junio de 1363, aunque continuaron teniendo dos catedrales y cabildos catedralicios separados. Sin embargo, Lismore tuvo precedencia sobre Waterford, debido a su antigüedad, de modo que los obispos hasta el período de la Reforma protestante se mencionan bajo el título de obispo de Lismore y Waterford, estrictamente en ese orden. Thomas el Reve se convirtió en el primer obispo de la sede unificada de Lismore y Waterford.

## Episcopologio

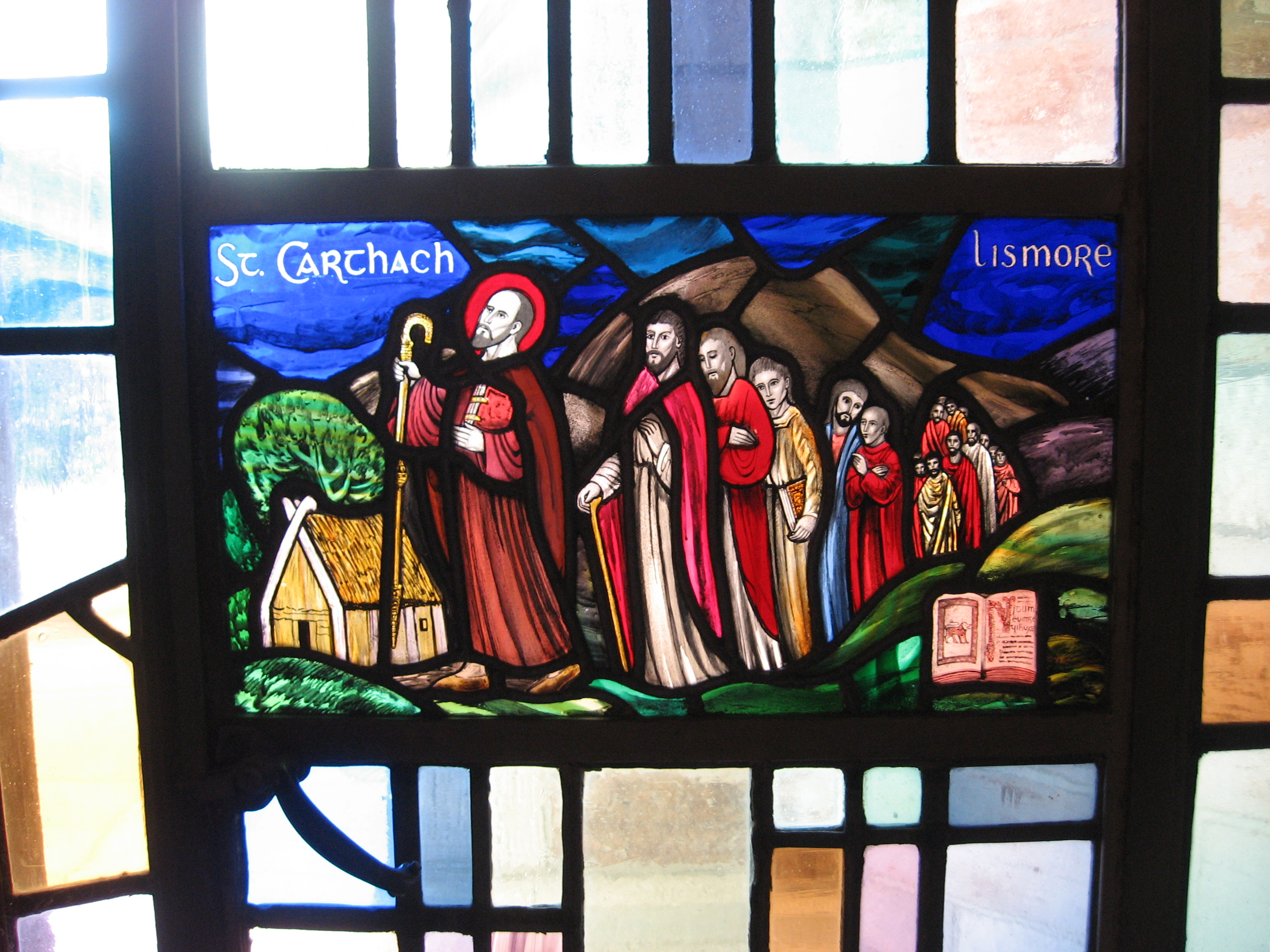
San Cartago, primer obispo de Lismore

- San Cartago (o Mo Chutu mac Fínaill) † (633-14 de mayo de 637 falleció)
- Hierologus † (?-16 de enero de 698 falleció)
- Colman † (?-22 de enero de 702 falleció)
- San Cronan † (?-9 de febrero de 717 falleció)
- Colman O'Liathain † (?-circa 725 falleció)
- Macoge † (?-746 falleció)
- San Ronan † (?-763 falleció)
- Cormac MacCulenan † (?-906/918 falleció)
- O'Mail Sluaig † (?-1025 falleció)
- Moriertach O'Selbach † (?-1034 falleció)
- MacAirthir † (?-1064 falleció)
- Mael Duin O'Rebacain † (?-1091 falleció)
- MacMic Aeducan † (?-1113 falleció)
- Gilla Mochuda † (?-1129 falleció)
- Maol † (circa 1134-?)
- Christian O'Conarchy † (circa 1150-circa 1175 renunció)
- Felix † (antes de 1179-circa 1206 falleció)
- Malachias, O.Cist. † (5 de noviembre de 1203-?)
- Thomas †
- Robert de Bedford † (12 de julio de 1218-1222 falleció)
- Griffin Cristopher † (1223-1246 falleció)
- Alan O'Sullivan, O.P. † (26 de octubre de 1246-1252 o 1253 falleció)
- Thomas † (15 de octubre de 1253-1270 falleció)
- John Roche † (1270-1279 falleció)
- Richard Cor † (24 de octubre de 1279-octubre de 1303 falleció)
- William le Fleming † (1309-noviembre de 1321 falleció)
- John Leynagh † (10 de marzo de 1323 consagrado-antes del 25 de diciembre de 1354 falleció)
  - Sede vacante (1354-1358)
- Thomas la Reve † (15 de marzo de 1358-16 de junio de 1363 nombrado obispo de Waterford y Lismore)